# 曹安民
曹 安民（そう あんみん、? - 197年）は、中国後漢末期の人物。安民は字で、諱は不明。伯父は曹操。父は曹嵩の3男。
曹操が宛県の張繡を降伏させた際、張済（張繡の族父）の未亡人を召し出した。しかしこのことを知った張繡は激昂、賈詡の策を交え、夜襲を仕掛けてきた。
窮地に陥った曹操は命からがら逃亡した。しかしこの時の襲撃で、曹安民は曹昂・典韋らと共に戦死した。

## 三国志演義
小説『三国志演義』でも、史実とほぼ同様である。父が、曹操の弟ではなく兄という設定になっている。